# Anton Jörgen Andersen
Anton Jørgen Andersen, född 10 oktober 1845 i Kristiansand, död 9 september 1926 i Stockholm, var en norsk violoncellist och tonsättare.

## Biografi
Andersen blev 1864 violoncellist vid teatern i Trondheim och 1865 i Kristiania samt 1871 förste violoncellist och kammarmusikus i hovkapellet i Stockholm och 1876 tillika lärare i violoncell vid konservatoriet. Andersen, som i kontrapunkt var elev till Johan Lindegren, har komponerat en sonat för violoncell, sånger och flera stora symfonier. 
År 1882 blev han ledamot av Kungliga Musikaliska akademien. Andersens cellosonat i d-moll är utgiven på Musikaliska konstföreningens förlag. Dottern Astri Andersen var pianist.